# 튀르키예 국가 올림픽 위원회
튀르키예 국가 올림픽 위원회(튀르키예어: Türkiye Milli Olimpiyat Komitesi)는 튀르키예의 국가 올림픽 위원회이다. 튀르키예의 IOC 코드는 TUR이다. 본부는 이스탄불에 있으며 유럽 올림픽 위원회에 소속되어 있다.
세계에서 가장 오래된 국가 올림픽 위원회 중 하나로서 오스만 제국 시대였던 1908년에 설립되었다. 1911년에 국제 올림픽 위원회의 승인을 받았다. 33개 국가 하계 스포츠 종목 연맹과 5개 국가 동계 스포츠 종목 연맹이 소속되어 있으며 튀르키예의 스포츠 발전을 담당한다. 또한 올림픽, 유러피언 게임을 비롯한 국제 스포츠 대회에 참가하는 튀르키예의 선수들을 대표한다.

## 같이 보기
- 올림픽 튀르키예 선수단